# Franz Josef von Gerstner

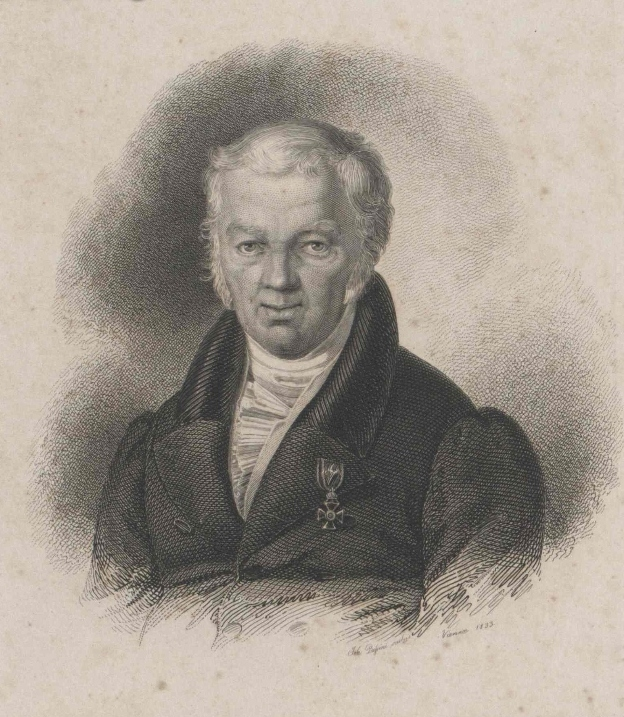
Franz Joseph von Gerstner (1833)

Franz Joseph Gerstner, seit 1810 Ritter von Gerstner (* 22. Februar 1756 in Komotau, Böhmen; † 25. Juni 1832 in Mladějov) war ein bedeutender deutschböhmischer Mathematiker, Astronom und Physiker, Hochschulgründer und Pionier des Eisenbahnbaus. Auf ihn geht der Begriff der Stützlinie zurück.

## Leben
Franz Joseph Gerstner war Sohn des Riemermeisters Johann Florian Gerstner (1730–1783) in Komotau und der Maria Elisabeth, geborene Englert. Er besuchte das Jesuiten-Gymnasium in Komotau unter dem Präses Ignaz Cornova und studierte von 1772 bis 1777 an der Karls-Universität Prag Medizin, elementare Physik beim Professor Stanislav Vydra, höhere Mathematik bei Jan Tesánek und Astronomie bei Joseph Stepling; daneben besuchte er auch Vorlesungen über Technik. 1776 legte er die Prüfung in Astronomie ab und 1777 eine Prüfung aus dem Werk Isaac Newtons De principiis philosophiae naturalis. 1789 wurde er Ingenieur bei der Robot-Abolitions-Kommission. Nach kurzem Medizinstudium in Wien (1781) fand er eine Beschäftigung an der Universitätssternwarte Wien.
Nach drei Jahren als Observator wurde er 1784 Adjunkt (Oberassistent) bei Professor Antonín Strnad an der Sternwarte in Prag und veröffentlichte 1785 seine erste astronomische Arbeit, worin er die geografische Länge einer Reihe europäischer Städte korrigierte, und war Oberingenieur bei der Grundsteuer-Regulierungsbehörde. Seit 1788 Professor für höhere Mathematik an der Karl-Ferdinands-Universität in Prag, seit 1795 Beisitzer der Studienhofkommission in Wien (für Naturwissenschaften). 1805 Direktor der philosophischen Studien. Die Königliche böhmische Gesellschaft der Wissenschaften (Královská česká společnost nauk) ernannte ihn zum ordentlichen Mitglied und 1795 wurde er zum korrespondierenden Mitglied der Göttinger Akademie der Wissenschaften gewählt. Seit 1823 war er korrespondierendes Mitglied der Bayerischen Akademie der Wissenschaften. Als 1787 Gerstners ehemaliger Mathematiklehrer Jan Tesánek erkrankte, pflegte ihn Gerstner in seiner Wohnung und unterrichtete gleichzeitig seine Schüler.
1788 wurde Franz Joseph Gerstner an der Karl-Ferdinands-Universität in Prag zum ordentlichen Professor für höheren Mathematik, Astronomie, Mechanik und Hydraulik berufen. 1795 wurde er Beisitzer der Hofkommission und beteiligte sich an der Reorganisation der österreichischen Lehrpläne für technische Schulen. 1806 wurde er Mitbegründer des Polytechnikum (Polytechnisches Institut) in Prag, war dessen erster Direktor und Professor für Mechanik und Hydraulik. Daneben lehrte er weiterhin höhere Mathematik an der Karl-Ferdinands-Universität in Prag.
1807 erhielt Professor Gerstner von der Böhmischen Hydrotechnischen Gesellschaft AG den Auftrag, für die Salztransportwege zwischen Budweis und Linz genaue Niveauberechnungen anzustellen und eine Verkehrsweglösung mit Kostenvoranschlägen zu erstellen. Gerstner schlug vor, die Moldau von Budweis bis Joachimsmühle schiffbar zu machen und von dort eine Eisenbahntrasse nach Katzbach (bei Linz) zu führen. Detaillierte Kostenberechnungen führten dann zu einem reinen Eisenbahnprojekt mit verkürzter Linienführung. Die Strecke sollte nun von Budweis über Freistadt nach Mauthausen verlaufen. Gerstners Pläne wurden 1808 angenommen. Infolge der Koalitionskriege kam es vor Beginn der Trassierung zu jahrzehntelanger Verzögerung, bis die Wiener Kommerz-Hofkommission (= Wirtschaftsministerium) dieses Verkehrsprojekt wieder aufgriff und den Auftrag zur Umsetzung dieses Projektes 1820 Franz Josef von Gerstners Sohn Franz Anton erteilte. Dieser begann ab 1824 mit dem Bau der insgesamt 129 km langen Pferdeeisenbahn Budweis–Linz als der ersten Eisenbahn in Kontinentaleuropa.

## Anerkennung

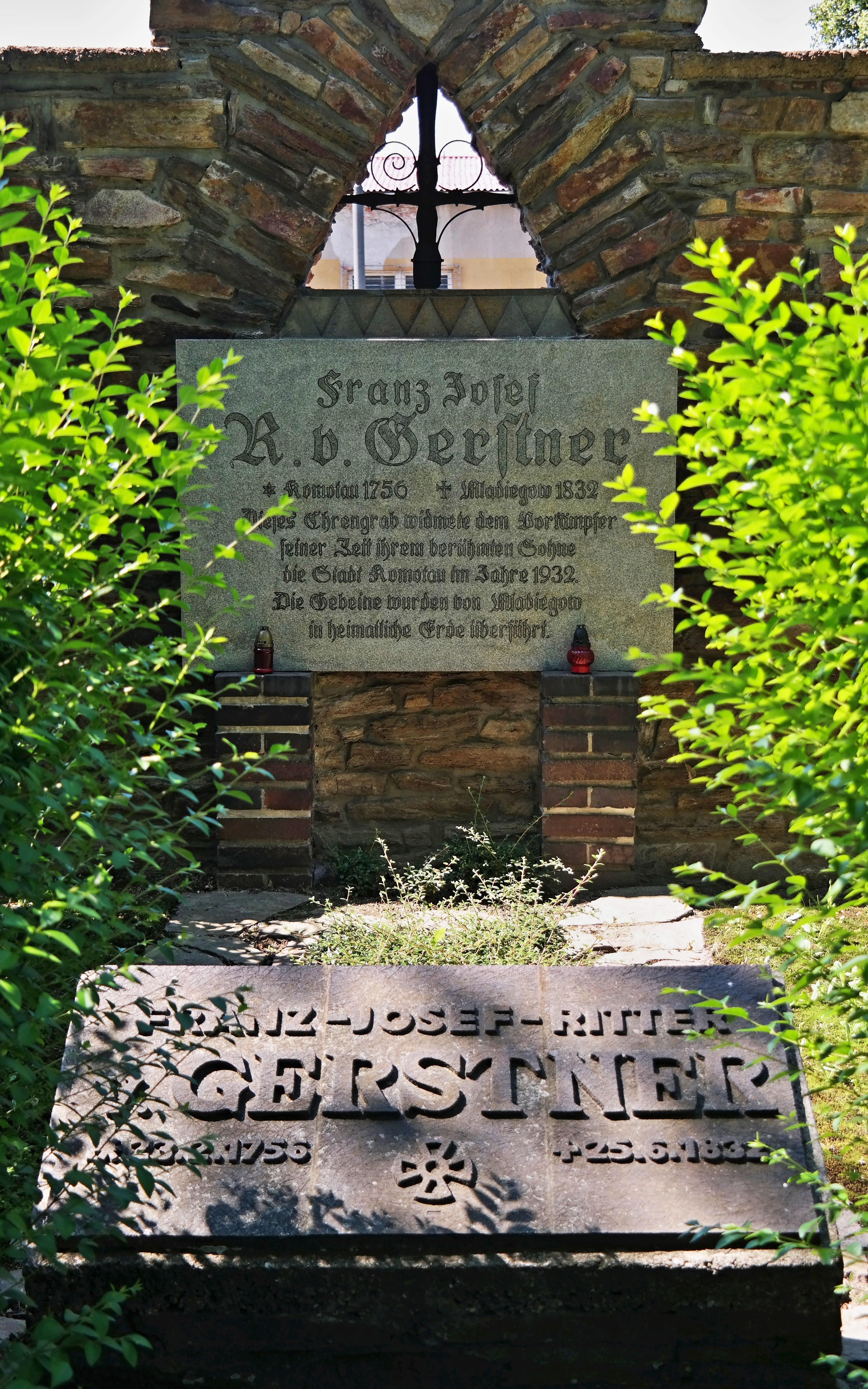
Grabstätte Gerstners auf dem Friedhof in Komotau

Für seine Verdienste wurde Franz Joseph Gerstner 1810 von Kaiser Franz I. in den österreichischen Adelstand als „Ritter von Gerstner“ erhoben. 1811 wurde er, ebenfalls vom Kaiser, zum Direktor des Wasserbaus in Böhmen ernannt. 1830 übergab Gerstner seine Vorschläge für Mechanik und Hydraulik an den Sohn seiner 2. Ehe Franz Anton von Gerstner. 1832 wurde Franz Joseph Ritter von Gerstner unter der Belassung aller seiner Einkünfte pensioniert und lebte bis zu seinem Tod am 25. Juni 1832 auf Schloss Mladejow im Bezirk Jitschin in Böhmen.
1932 wurde ihm in seiner Geburtsstadt Komotau (Chomutov) ein Denkmal errichtet, das 1945, nach Ende des Zweiten Weltkriegs (1939–1945) während der Vertreibung der Deutschen aus der Tschechoslowakei gesprengt wurde. Nach der Zerschlagung der Tschechoslowakei und der Übernahme der Prager Hochschulen unter deutsche Verwaltung wurden auch die dortigen deutschen Studentenverbindungen in Kameradschaften des NS-Studentenbundes überführt. Eine dieser Kameradschaften erhielt den Namen Kameradschaft Ritter von Gerstner (vormalige Landsmannschaft Hercynia).
Die Tschechoslowakei ehrte ihn nachträglich 1957 mit der Herausgabe einer Sonderbriefmarke und 2004 mit einer Sondermünze.
Franz Josef Gerstner war aktiv im Bund der Freimaurer, seine Mutterloge war die Freimaurerloge Wahrheit und Einigkeit zu den drei gekrönten Säulen in Prag.
Nach ihm wird die Ritter-von-Gerstner-Medaille durch die Sudetendeutsche Landsmannschaft verliehen.

## Angehörige
Franz Joseph von Gerstner war in 1. Ehe verehelicht mit Gabriele († 1808), Tochter des Dr. med. Moritz von Mayersbach, in Prag und der Maria, geborene Greger von Ehrenberg; in 2. Ehe 1809 mit Maria Stark († 1821). Er hatte insgesamt 5 Söhne und 4 Töchter aus ersten Ehe, von denen 4 jung verstarben. Sein Sohn Franz Anton (1796–1840) war Eisenbahnpionier.

## Werke
- Über die Bestimmung der geographischen Längen, Berichtigung der Längen von Marseille, Padua, Kremsmünster, Dresden, Berlin und Danzig. Prag 1785
- Vorübergang des Merkur vor der Sonne. Beobachtet am 4. Mai 1786. Prag und Dresden 1786
- Beobachtung der Sonnenfinsternis am 4. Juni 1788 auf der k. Sternwarte zu Prag. Prag und Dresden 1788
- Eine leichte und genaue Methode für die Berechnung der geographischen Länge aus Sonnenfinsternissen. Berlin Astronomisches Jahrbuch 1788, s. 243–247
- Einleitung in die statische Baukunst. Prag 1789
- Merkur vor der Sonne zu Prag den 5. Nov. 1789. Prag 1790
- Vergleichung der Kraft und Last beim Räderwerke mit Rücksicht auf Reibung. Prag 1790
- Über die, der wechselseitigen Anziehung des Saturns und Jupiters wegen erforderlichen Verbesserungen der Beobachtungen des Uranus, zur richtigen Erfindung der Elemente seiner wahren elyptischen Bahn. Berlin. Jahrbuch 1792
- Theorie des Wasserstosses in Schussgerinnen mit Rücksicht auf Erfahrung und Anwendung. Prag 1795
- Versuche über die Flüssigkeit des Wassers bei verschiedenen Temperaturen. Prag 1798
- Theorie der Wellen: samt einer daraus abgeleiteten theorie der deichprofile. Prag 1804
- Mechanische Theorie der oberschlächtigen Räder. Prag 1809
- Zwei Abhandlungen über Frachtwägen und Strassen. Prag 1813
- Abhandlung über die Spirallinie der Treibmaschinen. Prag 1816
- Bemerkungen über das hydrometrische Pendel. Prag 1819
- Vorschlag zur Erweiterung der von den böhmischen HH. Ständen im J. 1806 zu Prag errichteten polytechnischen Lehrinstituts. Prag 1820
- Bemerkungen über die Festigkeit, Elasticität und Anwendung des Eisens bei dem Bau der Kettenbrücken. Prag 1825
- 1831 veröffentlichte Gerstner sein berühmtes Werk Handbuch der Mechanik in drei Bändern. Das Werk hatte noch vor dem Erscheinen 1.400 Vorauszahler, unter anderem auch den Kaiser Franz I.
  - Bd. 1: Mechanik fester Körper. Spurny, Prag 1831. (Digitalisat und Volltext im Deutschen Textarchiv)
  - Bd. 2: Mechanik flüssiger Körper. Spurny, Prag 1832. (Digitalisat und Volltext im Deutschen Textarchiv)
  - Bd. 3: Beschreibung und Berechnung grösserer Maschinenanlagen. Sollinger, Wien 1834. (Digitalisat und Volltext im Deutschen Textarchiv)
  - Bde. 4–6 (Spurny, Prag 1831–1834) enthalten jeweils die Tafeln zu den Bänden 1–3.
- Mitverfasser von Beobachtungen auf Reisen nach dem Riesengebirge von J. Jelinek; Abbe Gruber, Th. Haenke und F. Gerstner, Dresden 1791